# Edgar Lederer
Edgar Lederer (nascut el 5 de juny de 1908 a Viena, Imperi Austrohongarès, mort 19 d'octubre de 1988 a Sceaux) va ser un bioquímic francès, nascut a Àustria, conegut per la seva investigació sobre nombrosos productes naturals i el seu paper en el desenvolupament de la cromatografia.

## Biografia
Lederer va estudiar química a Viena, on es va doctorar el 1930. Després va anar a la Universitat de Heidelberg, on es trobava al laboratori de Richard Kuhn i es va reunir amb la seva futura esposa francesa Hélène Fréchet, i després, ja que no tenia perspectives de futur a Alemanya com a jueu, des de 1933 a París, algun temps a Leningrad i després de nou a París. El 1938 es va convertir en ciutadà francès. Durant l'ocupació alemanya a la Segona Guerra Mundial, va estar a Lió en el laboratori de Claude Fromageot (1899-1958). Després de la guerra, va tornar a París des de 1947, on va ser primer Maitre de Recherche i després director de cerca del CNRS.
El 1958 es va convertir en professor de bioquímica a La Sorbona, on va fundar i dirigir un nou institut de bioquímica a Orsay el 1963, on va romandre fins a la seva jubilació el 1978. Al mateix temps, des de 1960, ha dirigit l'Institut de Chimie des Substances Naturelles (ICSN) de Gif-sur-Yvette, a prop de París.
El 1931 va millorar la cromatografia d'adsorció amb Richard Kuhn i va permetre l'aïllament preparatiu de components individuals mitjançant cromatografia de columnes.
La cromatografia pròpiament dita havia estat desenvolupada prèviament pel botànic rus Michael Tswett (1906, il·lustrat en un llibre el 1910), Leory Sheldon Palmer (el llibre del qual va ser estudiat per Lederer el 1922), Charles Dhéré i uns altres, però no va ser notat fins al 1931. Després de la decisiva millora feta per Kuhn i Lederer el 1931, la cromatografia es va convertir en una eina essencial, especialment en bioquímica. Van millorar el procés original de cromatografia en paper, de manera que també era aplicable a substàncies hidròfiles i incolores.Van millorar el procés original de cromatografia en paper, de manera que també era aplicable a substàncies hidròfiles i incolores. Lederer va aplicar la cromatografia a l'aïllament de molts productes naturals com ara en els carotenoides, com ara l'astracè de la closca de la llagosta, la vitamina A₂, els lípids i els pèptids dels microbis, les feromones de les abelles. També va tractar l'anàlisi de perfums. Un altre focus de recerca va ser la microbiologia. Va identificar proteïnes importants en parets bacterianes per a la defensa immune i va tractar amb l'agent causant de la tuberculosi.
El 1951 va rebre el premi Ernest Guenther, el 1974 la medalla d'or del CNRS i el 1982 va ser elegit membre de l'Académie des sciences. El 1964 va donar la conferència de Paul Karrer. El 1982 va rebre la medalla Robert Koch. També va ser membre de l'Acadèmia austríaca de ciències. El 1976 va rebre la Medalla de Cromatografia M. S. Tswett amb V. Pretorius, A. T. James, G. Guiochon, M. J. E. Golay. Des de 1961 va ser membre de la Leopoldina.
Lederer va tenir set fills amb la seva esposa Hélène Fréchet.